# Reprezentacja Azerbejdżanu w piłce wodnej mężczyzn
Reprezentacja Azerbejdżanu w piłce wodnej mężczyzn – zespół, biorący udział w imieniu Azerbejdżanu w meczach i sportowych imprezach międzynarodowych w piłce wodnej, powoływany przez selekcjonera, w którym mogą występować wyłącznie zawodnicy posiadający obywatelstwo azerskie. Za jej funkcjonowanie odpowiedzialny jest Azerski Związek Pływacki (ASF), który jest członkiem Międzynarodowej Federacji Pływackiej.

## Historia
Reprezentacja Azerbejdżanu rozegrała swój pierwszy oficjalny mecz w eliminacjach do Mistrzostw Europy.

## Udział w turniejach międzynarodowych

### Igrzyska olimpijskie
Reprezentacja Azerbejdżanu żadnego razu nie występowała na Igrzyskach Olimpijskich.

### Mistrzostwa świata
Dotychczas reprezentacji Azerbejdżanu żadnego razu nie udało się awansować do finałów MŚ.

### Puchar świata
Azerbejdżan żadnego razu nie uczestniczył w finałach Pucharu świata.

### Mistrzostwa Europy
Azerskiej drużynie żadnego razu nie udało się zakwalifikować do finałów ME.